# Finning, Landsberg
Finning là một đô thị thuộc huyện Landsberg trong bang Bayern của nước Đức.